# Ранкін (Техас)
Ранкін (англ. Rankin) — місто (англ. city) в США, адміністративний центр округу Аптон штату Техас. Населення — 780 осіб (2020). Засноване 1911 року.

## Географія
Ранкін розташований за координатами 31°13′31″ пн. ш. 101°56′22″ зх. д. / 31.22528° пн. ш. 101.93944° зх. д. (31.225360, -101.939438).  За даними Бюро перепису населення США в 2010 році місто мало площу 2,73 км², уся площа — суходіл.

### Клімат
| Клімат : Ранкін                              | Клімат : Ранкін | Клімат : Ранкін | Клімат : Ранкін | Клімат : Ранкін | Клімат : Ранкін | Клімат : Ранкін | Клімат : Ранкін | Клімат : Ранкін | Клімат : Ранкін | Клімат : Ранкін | Клімат : Ранкін | Клімат : Ранкін | Клімат : Ранкін |
| Показник                                     | Січ.            | Лют.            | Бер.            | Квіт.           | Трав.           | Черв.           | Лип.            | Серп.           | Вер.            | Жовт.           | Лист.           | Груд.           | Рік             |
| Абсолютний максимум, °C                      | 29,4            | 30,6            | 35,6            | 37,2            | 39,4            | 42,8            | 42,2            | 40,6            | 41,1            | 38,3            | 32,2            | 27,8            | 42,8            |
| Середній максимум, °C                        | 15,1            | 17,8            | 22,8            | 27,4            | 30,8            | 34,1            | 35,2            | 34,2            | 30,8            | 26,2            | 20,3            | 16,1            | 25,9            |
| Середній мінімум, °C                         | −0,3            | 1,7             | 6,4             | 11,6            | 15,5            | 19,4            | 21,0            | 20,2            | 17,1            | 11,7            | 5,4             | 0,9             | 10,9            |
| Абсолютний мінімум, °C                       | −16,1           | −13,3           | −12,2           | −4,4            | 2,2             | 7,2             | 14,4            | 13,9            | 5,6             | −2,8            | −11,1           | −14,4           | −16,1           |
| Норма опадів, мм                             | 11              | 17              | 11              | 24              | 55              | 35              | 24              | 58              | 84              | 47              | 19              | 13              | 398             |
| -------------------------------------------- | --------------- | --------------- | --------------- | --------------- | --------------- | --------------- | --------------- | --------------- | --------------- | --------------- | --------------- | --------------- | --------------- |
| Джерело: The Western Regional Climate Center |                 |                 |                 |                 |                 |                 |                 |                 |                 |                 |                 |                 |                 |

## Демографія
Згідно з переписом 2010 року, у місті мешкало 778 осіб у 286 домогосподарствах у складі 210 родин. Густота населення становила 285 осіб/км².  Було 341 помешкання (125/км²).
Расовий склад населення:
| - 87,1 % — білих - 1,9 % — чорних або афроамериканців - 1,5 % — корінних американців - 8,6 % — осіб інших рас |

До двох чи більше рас належало 0,8 %. Частка іспаномовних становила 27,6 % від усіх жителів.
За віковим діапазоном населення розподілялося таким чином: 28,7 % — особи молодші 18 років, 55,5 % — особи у віці 18—64 років, 15,8 % — особи у віці 65 років та старші. Медіана віку мешканця становила 36,9 року. На 100 осіб жіночої статі у місті припадало 100,5 чоловіків;  на 100 жінок у віці від 18 років та старших — 103,3 чоловіків також старших 18 років.
Середній дохід на одне домашнє господарство  становив 73 156 доларів США (медіана — 56 544), а середній дохід на одну сім'ю — 77 704 долари (медіана — 66 875). Медіана доходів становила 50 096 доларів для чоловіків та 35 000 доларів для жінок. За межею бідності перебувало 4,5 % осіб, у тому числі 0,0 % дітей у віці до 18 років та 5,0 % осіб у віці 65 років та старших.
Цивільне працевлаштоване населення становило 339 осіб. Основні галузі зайнятості: освіта, охорона здоров'я та соціальна допомога — 22,7 %, транспорт — 18,3 %, науковці, спеціалісти, менеджери — 15,3 %, сільське господарство, лісництво, риболовля — 15,0 %.